# Франсис Џејмс Чајлд
Франсис Џејмс Чајлд (енгл. Francis James Child; Бостон, 1. фебруар 1825 — Бостон, 11. септембар 1896) је био амерички научник, просветитељ и фолклориста, данас најпознатији по збирци народних песама које је сакупио, познатој као Чајлдове баладе. Чајлд је био Бојлстонов професор реторике и ораторства на Универзитету Харвард, где је издавао значајна дела енглеске поезије. 1876. је именован за харвардског првог професора енглеског језика, што је положај који му је омогућио да се фокусира на академски истраживачки рад. У овом периоду је почео рад на Чајлдовим баладама.

Чајлдове баладе су објављене у пет томова између 1882. и 1898. Оне представљају значајан допринос студији народне музике на енглеском језику.